# Viser la lune
Ne pas confondre avec la chanson d’Amel Bent Ma philosophie
 (novembre 2020).
Viser la lune est le premier roman d'Anne-Fleur Multon publié le 4 mai 2017 chez Poulpe Editions dans la collection Allô Sorcières. Il s'agit d'une œuvre de littérature jeunesse (9-13 ans). Ce roman pour ados met en scène des personnages qui illustrent l'empowerment féminin du XXe siècle.
Les questions de l'amitié, du port du voile, des réseaux sociaux sont abordées. Le sexisme est un grand thème central du livre. La couverture et les dessins intérieurs ont été réalisés par la dessinatrice Diglee alias Maureen Wingrove.

## Résumé
Quatre adolescentes habitant aux quatre coins de la terre (Montréal, Guyane, Nouvelle-Calédonie, France métropolitaine) se rencontrent sur Twitter grâce à un hater de Steven Universe et se lient d'amitié. Elles décident même de créer une chaîne YouTube qui met en commun leurs savoirs-faire.
Un jour, Itaï se voit écartée d’un championnat d’e-gaming prétendument masculin (sexisme dans le milieu du jeu vidéo). Elles décident toutes ensemble d'utiliser leur outil social pour médiatiser cette discrimination patriarcale et lutter contre l'injustice.

## Personnages
Les personnages sont toutes de jeunes filles puissantes, dynamiques, pleines d'ambition et de combativité. Elles ne se laissent pas marcher sur les pieds et s'affirment comme elles ont envie de s'affirmer. 
« On avait toutes treize ans et des brouettes, mais on ne se ressemblait pas vraiment »
Aliénor adore l'astronomie et désire participer à un concours de fabrication de fusées. Elle est badass comme toutes les autres héroïnes du roman.
Itaï est fan de jeux vidéo et de maquillage.
Azza ne jure que par la pâtisserie et le handball.
Maria quant à elle, adore la photo et arbore fièrement ses cheveux roses.

## Analyse
Ce roman s'adresse aussi bien à des jeunes filles qu'à de jeunes garçons, selon le booktubeur Nathan.
L'ambition de l'autrice est entre autres de parler du quotidien des lecteurs et lectrices du XXIe siècle : l'hyper-connexion aux réseaux sociaux. Le féminisme, l'égalité femme-homme est également au centre du roman. Ce dernier fait l'éloge de la différence comme force. 

« Toutes sont des filles fortes et puissantes. Toutes sont des odes à la différence à elles seules. Toutes composent leur vie bien loin des diktats de beauté, des clichés soi-disant « féminins » et autres comportements de princesses. Pour notre plus grand plaisir »

L'écriture inclusive est utilisée tout au long du livre.